# Piet Bolwerk
Piëtro Bertus Mathjeu (Piet) Bolwerk (Paramaribo, 13 november 1934 – Ede, 9 september 2022), was een Surinaams-Nederlands archeoloog, museumdeskundige en voormalig museumdirecteur. Hij had een vooraanstaande rol in het Surinaams Museum en enkele musea in Nederland. Hij was pleitbezorger voor het uitdragen van cultuurhistorie omdat volgens hem hiermee de sociale cohesie versterkt zou kunnen worden in elke samenleving.

## Levensloop
Bolwerk begon zijn carrière in 1952 als medewerker van het Surinaams Museum, waar hij samenwerkte met entomoloog, entnoloog en voormalig directeur van het Surinaamse Museum Dirk Geijskes. Samen voerden zij diverse expeditiereizen in Suriname uit, waarbij archeologische opgravingen werden verricht bij de Hertenrits, het gebied ten oosten van de Wonotobovallen aan de Corantijn en de archeologische vindplaats Tingi Holo. In 1966 nam hij deel aan de expeditie naar het Tapanahonygebied en naar de oude hoofdstad Thorarica. In 1967 volgde dat jaar twee keer de expeditie naar de Jodensavanne en één in 1969 naar Goejaba.
In 1957 voltooide Bolwerk de opleiding Museumkunde aan de Universiteit Leiden, in 1963 specialiseerde hij zich verder in de archeologie aan dezelfde universiteit. In 1965 werd Bolwerk door het bestuur van het Surinaams Museum gevraagd terug te keren naar Suriname. Na eerst in 1965 de functie van Hoofd Archeologische dienst te hebben bekleed vond per 1 juni 1967 de aanstelling plaats als directeur van het museum, op waarnemingsbasis voor een tijdelijke periode. Hiermee was hij de eerste in Suriname geboren persoon die de functie van museumdirecteur bekleedde in Suriname en later ook in Nederland. Gedurende zijn verblijf in Suriname streefde hij er voortdurend naar om eenheid in het land te bevorderen door zijn kennis over cultuurhistorie in te zetten. Hij werd in het nastreven van zijn ideaal echter belemmerd door koloniale politiek. In 1971 voelt hij zich daardoor gedwongen om zijn geboorteland te verlaten en met zijn gezin naar Nederland te vertrekken. In Nederland kreeg hij alsnog de gelegenheid te bouwen aan de carrière die hem in eigen land niet was gegund. Zoals hij zelf zei: "Ik heb meer bereikt dan ik ooit voor mogelijk had gehouden."

## Het Surinaamse Passiespel
Het verhaal van het lijden van Jezus Christus aan het kruis is destijds aangepast door de Surinaamse schrijver Albert Helman naar een alledaagse Surinaamse volkse setting. Helman benadrukte de diepgaande invloed van het christendom op de diverse culturen die in de Surinaamse kolonie samenkwamen. In 1960 werd het stuk dertien keer opgevoerd door een cast van vierhonderd amateuracteurs in een speciaal openluchttheater aan de Anton Dragtenweg, dat voor dit doel was gebouwd. De hoofdrol van Jezus Christus werd afwisselend gespeeld door Bolwerk en Manuel van Gonter. Het Passiespel is verfilmd en geeft een beeld van de voorbereiding en opvoering van het spel. In deze verfilmde uitvoering speelt Bolwerk de Jezusfiguur.

## Expedities

### Thorarica
Deze expeditie naar de oude hoofdstad Thorarica vond plaats op 17 april 1966 in Suriname en duurde een week. Tijdens deze expeditie verrichtte hij opgravingen verricht op die plaats en ontdekte waardevolle ornamenten die hij meenam en veiligstelde in de collectie van het Surinaams Museum. Andere gevonden ornamenten zijn teruggeplaatst in de grond op de locatie waar ze werden gevonden, met als motief het behoud van de culturele geschiedenis voor toekomstige opgravingen. Belangrijke aantekeningen en documentatie van zijn hand met betrekking tot deze expeditie zijn te vinden in het archief van het Surinaams Museum, evenals in zijn persoonlijke dagboek. Deze kennis en bevindingen zijn niet gepubliceerd of opgenomen in het boek "Torarica, De oude Hoofdstad van Suriname" van John H de Bye.

### Jodensavanne
De eerste expeditie in 1967, in aanwezigheid van Rudy de la Fuente, had tot doel de omgeving van Jodensavanne te verkennen. Deze expeditie is gefilmd; beelden zijn online te zien. Tijdens de tweede expeditie, in 1967, brachten onder zijn leiding circa dertig TRIS-militairen de Jodensavanne in een behoorlijke staat terug. Ter plaatse is gedurende deze expeditie een onbekende graf(steen) ontdekt.

### Kasikasima gebergte en het Tapanahonygebied
Op 15 oktober 1966 ondernamen koning Leopold III van België, geograaf en avonturier Heinrich Harrer, Belgische bioloog Jean-Pierre Gosse, documentaire filmer Herbert Raditschnig, R. Graanoost en Piet Bolwerk een drie weken durende expeditie naar het Kasikasimagebergte en het Tapanahonygebied. Bolwerk was onder meer verantwoordelijk voor de logistiek en woordvoerder in de contacten met de lokale gemeenschappen. Doel van deze expeditie was om als eerste Europeanen het Kasikasimagebergte te beklimmen en contact te leggen met Akoerio's, mysterieuze nomadische inheemsen die nog in het stenen tijdperk leefden. Tot een ontmoeting is het niet gekomen. Wel heeft het reisgezelschap een bezoek gebracht aan het inheemse Wayanadorp Anapaike. De expeditie eindigde op 19 november 1966. Van deze expeditie zijn filmbeelden gemaakt. Bolwerk hield tijdens de reis een dagboek bij met veel gedetailleerde informatie. Dit dagboek bevindt zich in een privéarchief. Na deze reis onderhielden Bolwerk en koning Leopold nog jaren contact, waaronder twee keer in een persoonlijk ontmoeting. Dit was in beide gevallen op uitnodiging van Koning Leopold op zijn domein kasteel van Argenteuil in België.

### Chinalé
Bolwerk werd in 1968 benaderd door de Amerikaan Willard Baldwin, die een grote interesse had ontwikkeld in de Wayana's. Besloten werd om deze inheemse cultuur tijdens een expeditie vast te leggen op film. Baldwin had het idee om een educatieve documentaire te maken die diende als voorlichtingsmateriaal voor musea en onderwijs over niet-westerse culturen. De resulterende film, getiteld "Journey to Chinalé", bleef in zijn bezit tot 2019, toen hij deze overdroeg aan het Eye Filmmuseum in Amsterdam.

### Goejaba
In 1969 volgde de expeditie naar het Saramaccaamse dorp Goejaba met musicoloog Terry Agerkop, waar hij een bijzonder Kromantiritueel bijwoonde. Dit ritueel is op foto en film materiaal vastgelegd en zijn online beschikbaar.

## Akoerio: foto's
In 1970 werd door de Nederlands-Amerikaan Ivan Schoen een expeditie gehouden naar het leefgebied van de Akoerio's. Zelf kon Bolwerk niet mee maar vroeg hij Ivan Schoen om een bijdrage te leveren aan het vraagstuk van de vervaardiging van stenen bijlen. Hij gaf expeditieleden fotorolletjes mee zodat foto's van de Akoerio's gemaakt konden worden. Die fotorolletjes werden aan hem teruggeven en bevatten uniek historisch fotomateriaal. In totaal zijn 110 foto's gemaakt, alle foto's maken onderdeel uit van een privéarchief.

## Nederland

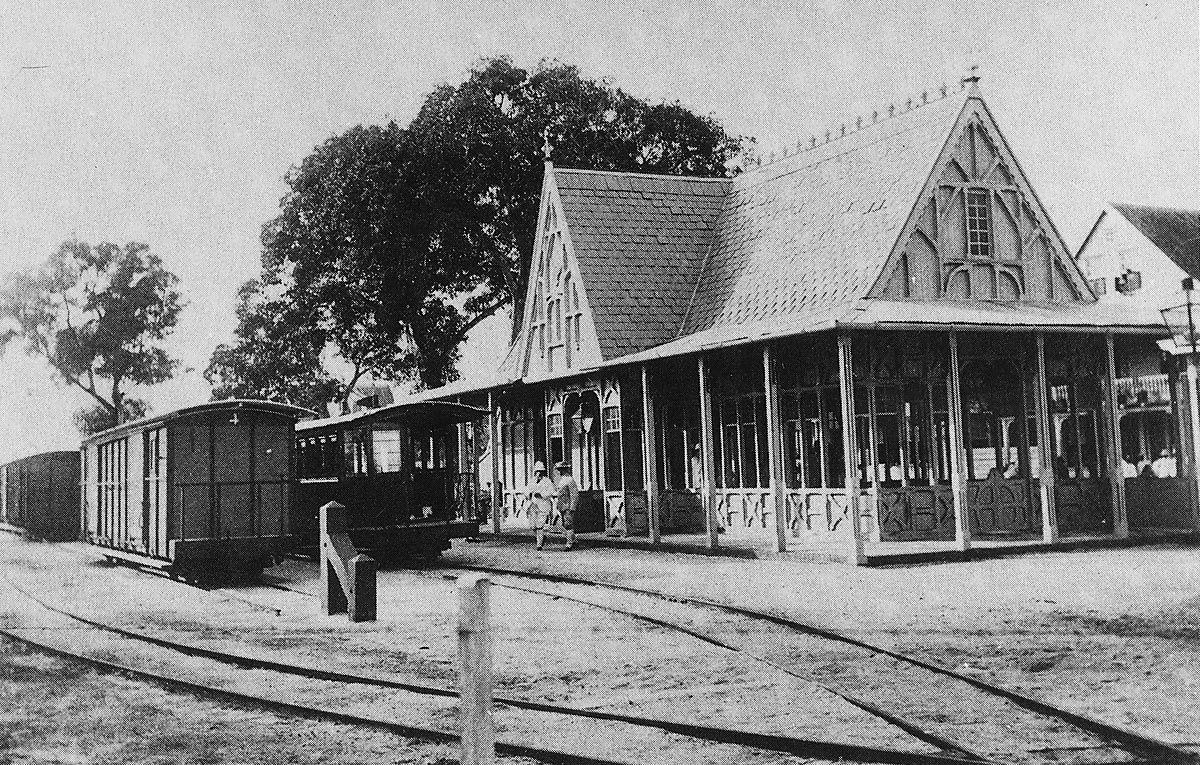
Achterzijde stationsgebouw Landsspoorweg aan de Heiligenweg. Foto afkomstig uit: P.B.M. Bolwerk, Paramaribo in oude ansichten. Zaltbommel : Europese Bibliotheek, 1990. 76 p.

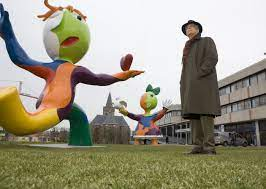
Piet Bolwerk bij het kunstwerk Chico en Chica in Ede, 2009

Na de problemen in Suriname vertrok Bolwerk in 1971 naar Nederland waar hij van 1971 tot 1988 als depotbeheerder en museumconsulent in dienst trad bij de Stichting Contact van Gelderse Oudheidkundige Verenigingen en Musea. In 2016 werd deze hernoemd tot Erfgoed Gelderland. Daarnaast was hij van 1977 tot 2002 lid van de Gelderse adviescommissie voor de musea.
Van 1972 tot 1999 was hij de eerste directeur van het Nederlands Tegelmuseum te Otterlo. Tevens was hij gedurende vijf jaar streekconservator van een aantal musea binnen de gemeente Ede. In 2002 werd hij voorzitter van het Harmsen- van der Vliet-Amershoff Fonds, een functie die hij tien jaar lang vervulde. Tijdens zijn voorzitterschap werd in 2009 in samenwerking met de gemeente Ede het kunstwerk Chico y Chica van beeldend kunstenaar Juan Ripollés voor het gemeentehuis in Ede onthuld. Korte tijd was hij, in de jaren tachtig, raadslid binnen de gemeentepolitiek van Ede.
Bolwerk was ook actief als auteur. Hij publiceerde in 1990 het boek "Paramaribo in oude ansichten", leverde een bijdrage aan het Tijdschrift OSO voor Surinaamse taalkunde, letterkunde en geschiedenis (jaargang 11 1992), en werkte in 2009 mee aan het boek "Architectuur en bouwcultuur in Suriname" van auteurs Klooster en Bakker. Hij had ook een belangrijke bijdrage aan het in 1998 uitgegeven standaardwerk "De Nederlandse Tegel, Decors en benamingen" van Jan Pluis.

## Overlijden
Bolwerk overleed op vrijdag, 9 september 2022 op 87-jarige leeftijd. Het privéarchief van hem bevat nog belangrijk historisch materiaal. Enkele dagen voor zijn overlijden werd het eerste exemplaar van zijn biografie, aan hem persoonlijk, in bijzijn van de auteur Marcel la Rose, overhandigd door de burgemeester van Ede, René Verhulst.

## Onderscheidingen
Voor zijn inzet en werk ontving hij in 1999 de A.H. Martens van Sevenhoven Penning, een eerbetoon aan personen die zich sterk hebben gemaakt voor archieven en onderzoek, musea en monumentenzorg. Hij ontving in 2006 een koninklijke onderscheiding voor zijn werk, Piet Bolwerk werd benoemd tot Ridder in de Orde van Oranje-Nassau.

## Biografie
Door auteur Marcel la Rose is in 2022 een boek over het leven van Piet Bolwerk geschreven. Het boek geeft de rol weer van Piet Bolwerk in de jaren 1960 tot 2010 in zijn vakgebied in Suriname en Nederland en in de verwerking van de koloniale geschiedenis. Zelf zei hij hierover in een interview in 2012 dat hij een van de laatste slachtoffers van het kolonialisme in Suriname was geweest.